# الأردن في ألعاب التضامن الإسلامي

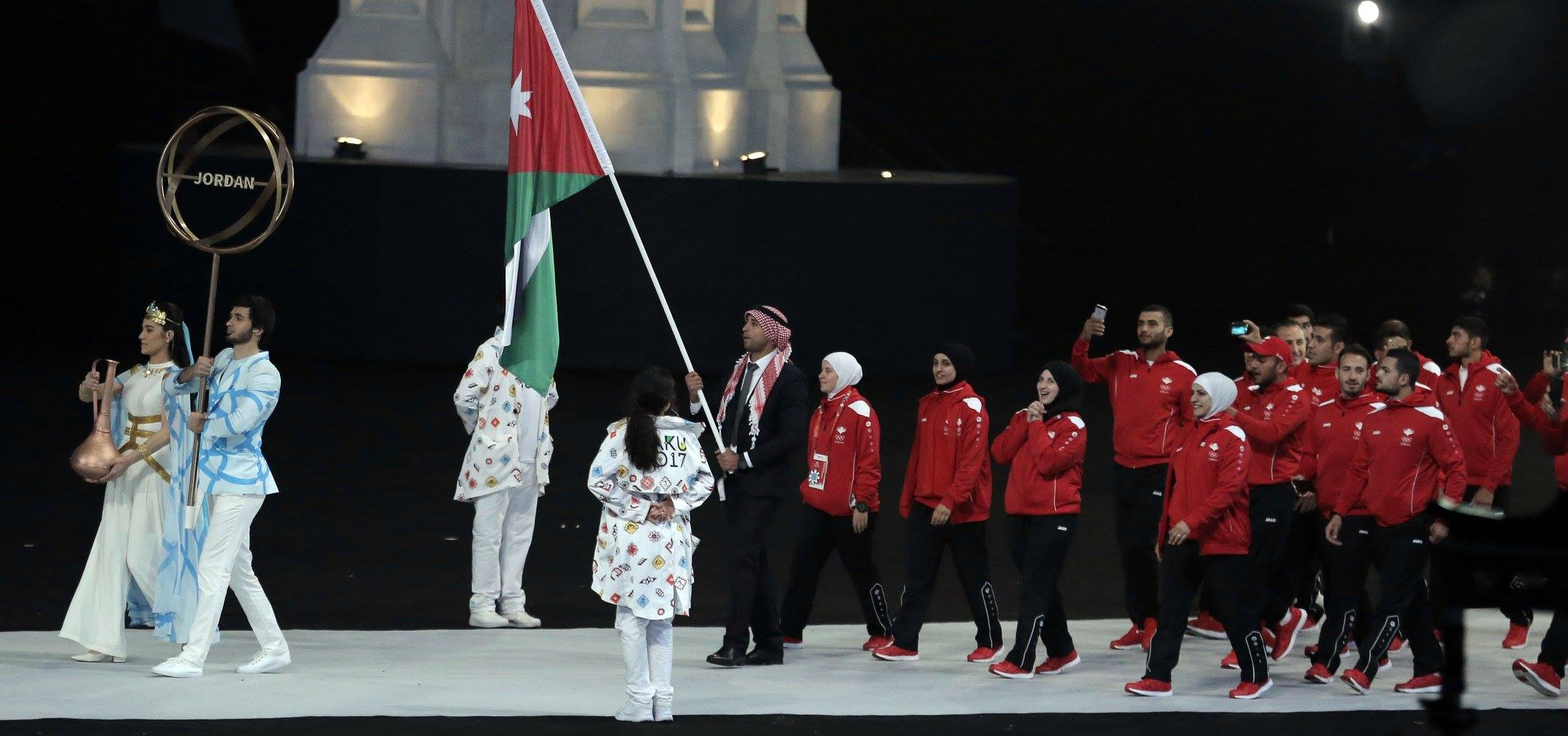
دخول البعثة الأردنية في حفل افتتاح دورة ألعاب التضامن الإسلامي عام 2017

شارك الأردن في جميع دورات ألعاب التضامن الإسلامي والتي تُنظمها منظمة التعاون الإسلامي وانطلقت النسخة الأولى منها في السعودية عام 2005.
حصد الأردن خلال النسخ الثلاث من البطولة ما مجموعه 24 ميدالية من بينها 6 ميداليات ذهبية وميداليتين فضيتين و16 ميدالية برونزية.

## ألعاب السعودية 2005
شارك الأردن في النسخة الأولى من دورة ألعاب التضامن الإسلامي والتي استضافتها السعودية بوفد مكون من 200 شخص، 111 لاعب، و 89 إداري ومساند حيث كانت الدورة مُقتصرة فقط على منافسات الرجال وشارك الأردن بـ 13 رياضة وهي كرة الطائرة وكرة السلة وكرة اليد ورفع الأثقال والتنس والسباحة والمبارزة والكراتيه وكرة الطاولة وألعاب القوى والتايكواندو والفروسية وكرة الهدف.
حصدت البعثة الأردنية خلال هذه المشاركة 5 ميداليات من بينها ذهبيتين من خلال لاعبا المنتخب الوطني للتايكواندو نبيل طلال وطارق حبايب فيما نال لاعب التايكواندو، أيمن العذاربة ، الميدالية البرونزية فيما نال لاعب رفع الأثقال عوض العابودي ميداليتين برونزيتين.
حلت البعثة الأردنية مع نهاية الدورة في المركز الثالث عشر من أصل 55 دولة شاركت في النسخة الأولى من ألعاب التضامن الإسلامي.

## إندونيسيا 2013
لأسباب سياسية لم تُقام النسخة الثانية من دورة ألعاب التضامن الإسلامي والتي كانت من المقرر أن تستضيفها إيران عام 2010 لتقام النسخة التالية في إندونيسيا عام 2013 ويُشار إليها بالنسخة الثالثة من الدورة رغم عدم إقامة النسخة الثانية.
شارك الأردن في النسخة الثالثة بوفد يتكون من 17 لاعباً ولاعبة مثلوا 3 رياضات هي الكراتيه والووشو كونغ فو والتايكواندو.
حصد الأردن في هذه النسخة 4 ميداليات من بينها ذهبية للاعب التايكواندو المعتصم بالله أبو زيد وفضية للاعب التايكواندو محمد خليفة وبرونزيتين من خلال لاعبتا التايكواندو جوليانا الصادق وشهد الطرمان.
حلت البعثة الأردنية مع نهاية الدورة في المركز السابع عشر من بين 56 دولة شاركت في هذه الدورة.

## أذربيجان 2017

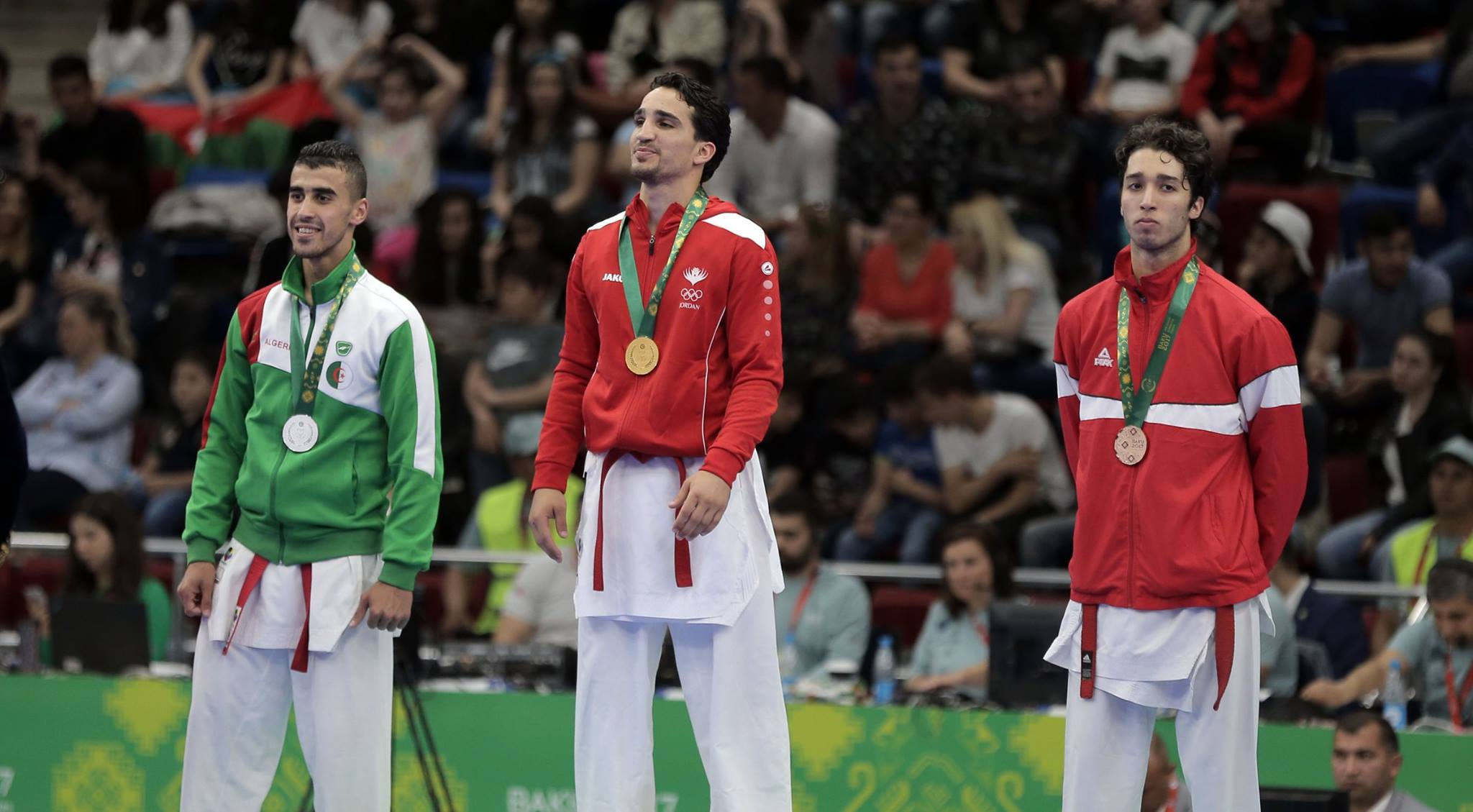
لاعب الكراتيه الأردني ، بشار النجار ، خلال تتويجه بذهبية في دورة باكو 2017

شارك الأردن في النسخة الرابعة من دورة ألعاب التضامن الإسلامي والتي استضافتها باكو عاصمة أذربيجان ومثل الأردن في هذه الدورة بـ 80 لاعباً ولاعبة في 12 رياضة هي، التايكواندو، التنس، الجودو، الرماية، السباحة، الكراتيه، المصارعة، الملاكمة، الووشو، كرة السلة 3*3 ، الألعاب البارالمبية وكرة اليد.
ونجحت البعثة الأردنية في نيل 15 ميدالية ملونة خلال دورة باكو وهو العدد الأكبر من الميداليات للأردن في تاريخ مشاركاته بدورات ألعاب التضامن الإسلامي.

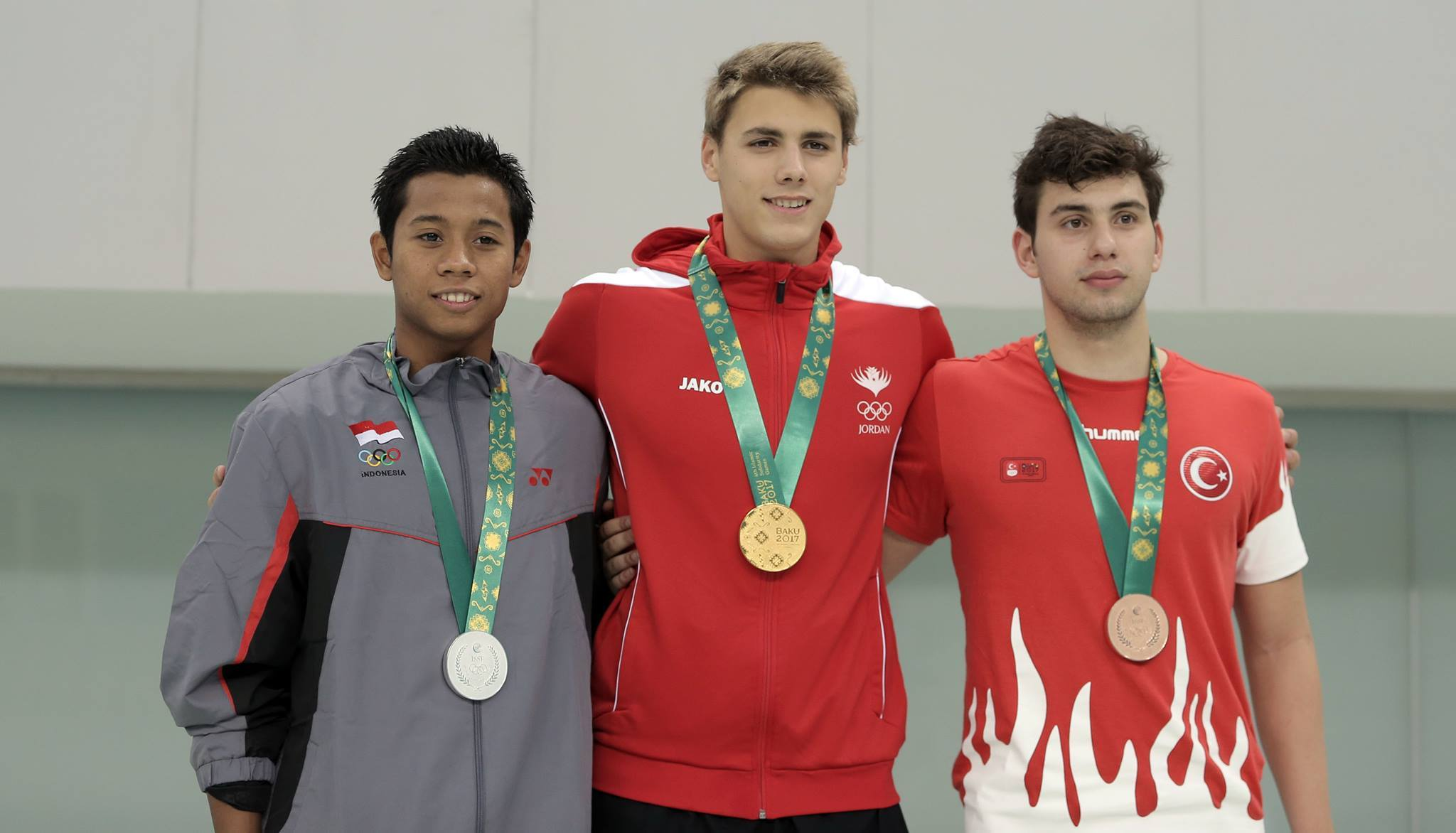
السباح خضر بقلة خلال تتويجه بذهبية في دورة باكو 2017

وتمكن السباح خضر بقلة من حصد ميداليتين ذهبيتين في سباقي 200 و 400 متر سباحة حرة، كما نال بشار النجار ميدالية ذهبية في الكراتيه لوزن -75 كغم.
كما حصل لاعب منتخب ذوي الاحتياجات الخاصة، عامر العبادي، على الميدالية الفضية في منافسات رمي القرص فئة 57.
ونالت البعثة الأردنية أيضاً 11 ميدالية برونزية تحققت من خلال، منتخب رجال السباحة في سباق التتابع 200 × 4 وميدالية بواسطة حلا طريش في الكراتيه وزن 68 كغم وثلاث ميداليات من خلال الملاكمة عن طريق حسين عشيش وزن فوق 91 كغم وعبادة الكسبة وزن 64 كغم ومحمد الوادي وزن 56 كغم وست ميداليات حصدتها التايكواندو عبر اللاعبين حمزة قطان وزن فوق 87 كغم، جوليانا الصادق وزن -87 كغم، وعد الطرمان وزن 57 كغم، شهد الطرمان وزن -52 كغم، أنس العذاربة وزن -74 كغم ومحمد عصفور وزن -63 كغم.